# Wierzchominko
Wierzchominko (do 1945 niem. Varchminshagen) – wieś sołecka w Polsce położona w województwie zachodniopomorskim, w powiecie koszalińskim, w gminie Będzino.